# PGC 28874
LEDA/PGC 28874 ist eine Balken-Spiralgalaxie vom Hubble-Typ SBa im Sternbild Antila südlich der Ekliptik. Sie ist rund 100 Millionen Lichtjahre von der Milchstraße entfernt. Die Galaxie ist Mitglied der NGC 3054-Gruppe zu deren Mitgliedern weiterhin NGC 3051, NGC 3054, NGC 3078, NGC 3084, NGC 3089, IC 2531 und IC 2537 gehören.